# Чеченский государственный театр юного зрителя
Чеченский государственный театр юного зрителя — созданный в 1937 году чеченский детский театр, расположенный в Грозном.

## История

### Становление
В 1935 году группа театральных деятелей создала кружок любителей театра. На его базе в октябре 1937 года создан театр кукол. Первой постановкой театра был спектакль «Волшебная калоша». В составе труппы были такие мастера театрального искусства, как Павел Бердников, Евгения Тааль, Екатерина Холод, Мария Яковлева и другие.
В течение первого года существования театра в репертуаре появились спектакли «По щучьему веленью», «Конёк-горбунок», «Аладдин и волшебная лампа», «Сказка о попе и о работнике его Балде», «Гулливер в стране лилипутов».
В 1939 году при театре была организована группа чеченских актёров, которая обслуживала сельские районы. Первыми спектаклями в репертуаре группы были «Крот урод», «Мудрый Мишка», «Переполох в лесу». Постановщиком этих спектаклей был режиссёр Гарун Батукаев.
Работа театра не прекращалась в годы Великой Отечественной войны. Спектакли игрались в госпиталях, на сборных пунктах, в воинских гарнизонах. Многие актёры театра ушли добровольцами на фронт и не вернулись.
После окончания войны деятельность театра была возобновлена. В репертуаре появились новые спектакли «Андрей-стрелок», «Марья-искусница», «Р. В. С.», «Чёртова мельница» (для взрослых). В 1956 году на зональном смотре театров Северного Кавказа театр был признан одним из лучших по исполнительскому мастерству.

### После реабилитации
В 1957 году, после реабилитации чеченцев и ингушей, театр снова заговорил по-чеченски, а в 1969 году и по-ингушски. В театре работала интернациональная труппа — русская, чеченская, ингушская. Первыми актёрами чеченской группы были Тамара Алиева, А. Ташухаджиева, Е. Тааль, В. Ганукаев, Роза Мехтиева, Л. Салаев, Т. Закриев, М. Албастов, В. Виситаев, А. Хасиев. В ингушской группе работали А. Оздоев, О. Имагожев, супруги Костоевы, сёстры Хаутиевы, Л. Катиева, М. Хадзиев, Л. Вискаева. В русской труппе работали Руслан Хачукаев, Т. Медведева, Н. Наргапова, В. Домбровский, Ю. Стротин, В. Коношко, И. Болтачев, Л. Шевелев.
В 1960-х годах репертуар пополнился новыми спектаклями, поставленными по произведениям советских и национальных авторов: Билала Саидова и А. Балабанова «Горы зовут», Умара Гайсултанова «Турпал», «Проказник», «Маленькая Дана», Х.-А. Берсанова «Бексолт — храброе сердце» и Абдул-Хамида Хамидова «Сизокрылый голубь».
В 1980-х годах театр был награждён дипломом II степени на фестивале театров Юга России, памятной медалью за участие во II фестивале искусства Венгрии.
Политическая нестабильность в Чечне в начале 1990-х годов и последовавшие затем две войны не могли не отразиться и на театре. Материальная база была разрушена, артисты разъехались, были уничтожены куклы и декорации.

### Возрождение театра
Театр пришлось возрождать заново. Были поставлены спектакли «Тайна пещеры» А. Усманова, «Приключения Чирдига» Мусы Ахмадова (о минной опасности), «Монеты из огня» Ахметхана Абу-Бакара, «Шапка шайтана» Умара Гайсултанова, «Бука» М. Супонина. В 2004 году был открыт филиал театра при Наурском районном доме культуры.
В 2008 году к 70-летию театра были поставлены спектакли «Айболит» Вадима Коростылёва и «Аленький цветочек» Сергея Аксакова в постановке заслуженного артиста России В. Домбровского, а также «Приключение Ибрагима» Б. Абадиева.
В 2009 году коллектив театра принял участие на фестивале театров кукол Поволжья в Чебоксарах — «Карусель сказок», где зрительской аудитории был представлен спектакль «Сон» (режиссёр-постановщик Заслуженный деятель культуры ЧР Т. Исаева).
Сегодня в репертуаре театра спектакли «Айболит» В. Коростылёва, «Приключение Ибрагима» Б. Абадиева, «Тайна пещеры» А. Усманова, «Лисёнок плут» В. Павловскиса, «Гарри Потер и его друзья» А. Зубайраевой, «Аленький цветочек» А. Аксакова, «Золотой осёл Насреддина» Ш. Казиева, «Приключения Красной Шапочки» Р. Шамсутдинова, «Прыгающая принцесса» В. Дворского, «Хищный заяц» Павла Морозова и другие.